# Tenna (comune)
Tenna (Téna in dialetto trentino) è un comune italiano di 1 071 abitanti

## Geografia fisica

### Colle di Tenna
Il colle di Tenna separa il lago di Caldonazzo da quello di Levico, ed è importante e significativo per un'eventuale postazione d'osservatorio. Molto probabilmente questo dosso fu frequentato, anche se scarsamente, già in epoca preistorica, come mostrano l'ascia in bronzo rinvenuta in zona Castelar e alcune cuspidi di selce trovati ad Alberè.
Esso avrebbe ospitato un castello o una casa murata dei signori di Brenta (secolo XII). Nella zona sono state trovate delle tombe romane con alcune monete e un'epigrafe cristiana, attualmente conservata nella chiesa di San Sisto di Caldonazzo.

## Storia
Tenna era certamente un luogo romano situato sulla via Altinum-Tridentum. Qua furono trovate monete romane che ricoprono il lasso di tempo che va dall'imperatore Augusto all'impero di Adriano; inoltre vi è stato trovato un cippo miliare di travertino.
Nel 1878, presso la chiesa, venne identificato un miliare romano, che nella parte alta reca incisa la cifra XXXXI (miglia), ad indicare la distanza da un capolinea lungo un percorso stradale. Si presume che il capolinea corrisponda a Feltre, e quindi alcuni pensano che proprio qui passasse la Via Claudia Augusta.
Nel secondo dopoguerra l'abitato si è espanso sull'altopiano ondulato, sino a raggiungere il versante che scende verso il lago di Caldonazzo e le sponde del lago stesso, modificando nettamente il paesaggio.

### Simboli
Lo stemma e il gonfalone sono stati approvati con D.G.P. del 30 agosto 1985 n. 8138.
Stemma
Gonfalone

## Monumenti e luoghi d'interesse

### Architetture religiose

#### Chiesa parrocchiale dell'Assunta

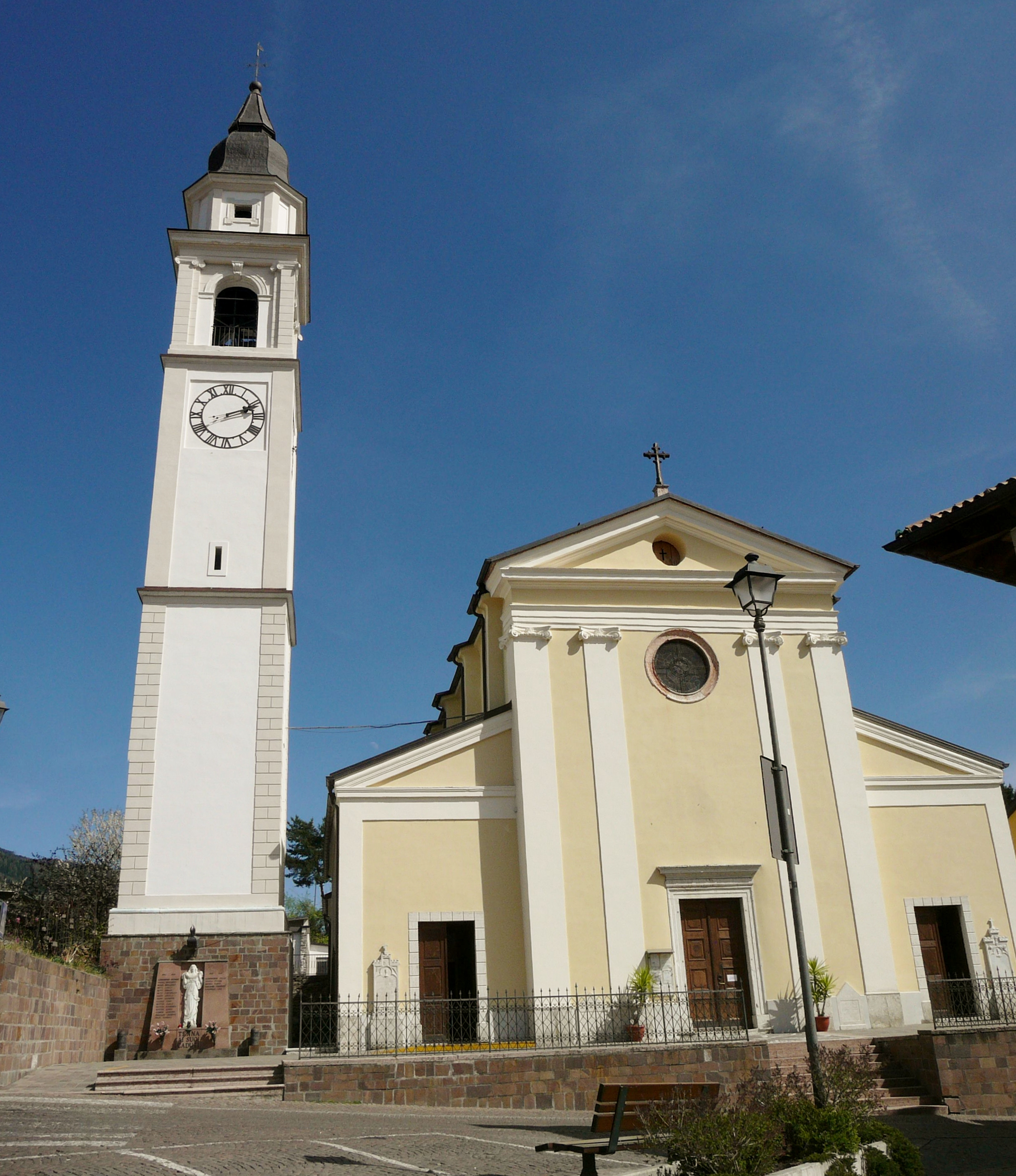
La chiesa parrocchiale

La chiesa parrocchiale dell'Assunta è stata eretta nel 1764-1775: il campanile è separato dall'edificio e nel basamento vi è il monumento ai Caduti. L'interno è a tre navate e ornato di stucchi. La chiesa ha tre altari di marmo, dietro a quello maggiore è appesa la pala dell'Annunciazione. Poco oltre la chiesa vi è un tabernacolo a tre nicchie, dipinto da Bertoldi.

#### Chiesa di Santa Maria e San Rocco
Da ricordare è anche la chiesetta votiva di Santa Maria e San Rocco, detta anche cappella delle grazie, costruita dalla comunità in occasione dell'epidemia di colera del 1855 e consacrata tre anni dopo.

### Architetture militari
Nel territorio comunale si trova la fortificazione austro-ungarica del forte Tenna, a 608 m s.l.m. Durante la prima guerra mondiale il tetto fu fortificato con sacchi di sabbia.

### Aree naturali
Lungo il colle che separa i due laghi, esistono sei percorsi pedonali, denominati come "il sentiero degli gnomi", tra cui:
- "Part dei boschi": lungo 6 km, percorribile in 3 ore su un dislivello di 150 metri;
- "Biotopo Pizé - Val de l'Orco": lungo 4,4 km, percorribile in 2 ore su un dislivello di 150 metri;
- "Dos dei Osei": lungo 4 km, percorribile in 1,5 ore su un dislivello di 70 metri;
- "Sospendole": lungo 3,5 km, percorribile in 1 ora su un dislivello di 60 metri;
- "Ex forte - San Valentino": lungo 4 km, percorribile in 2 ore su un dislivello di 120 metri;
- "Canevaze": lungo 4 km, percorribile in 1,5 ore su un dislivello di 50 metri.

## Società

### Evoluzione demografica

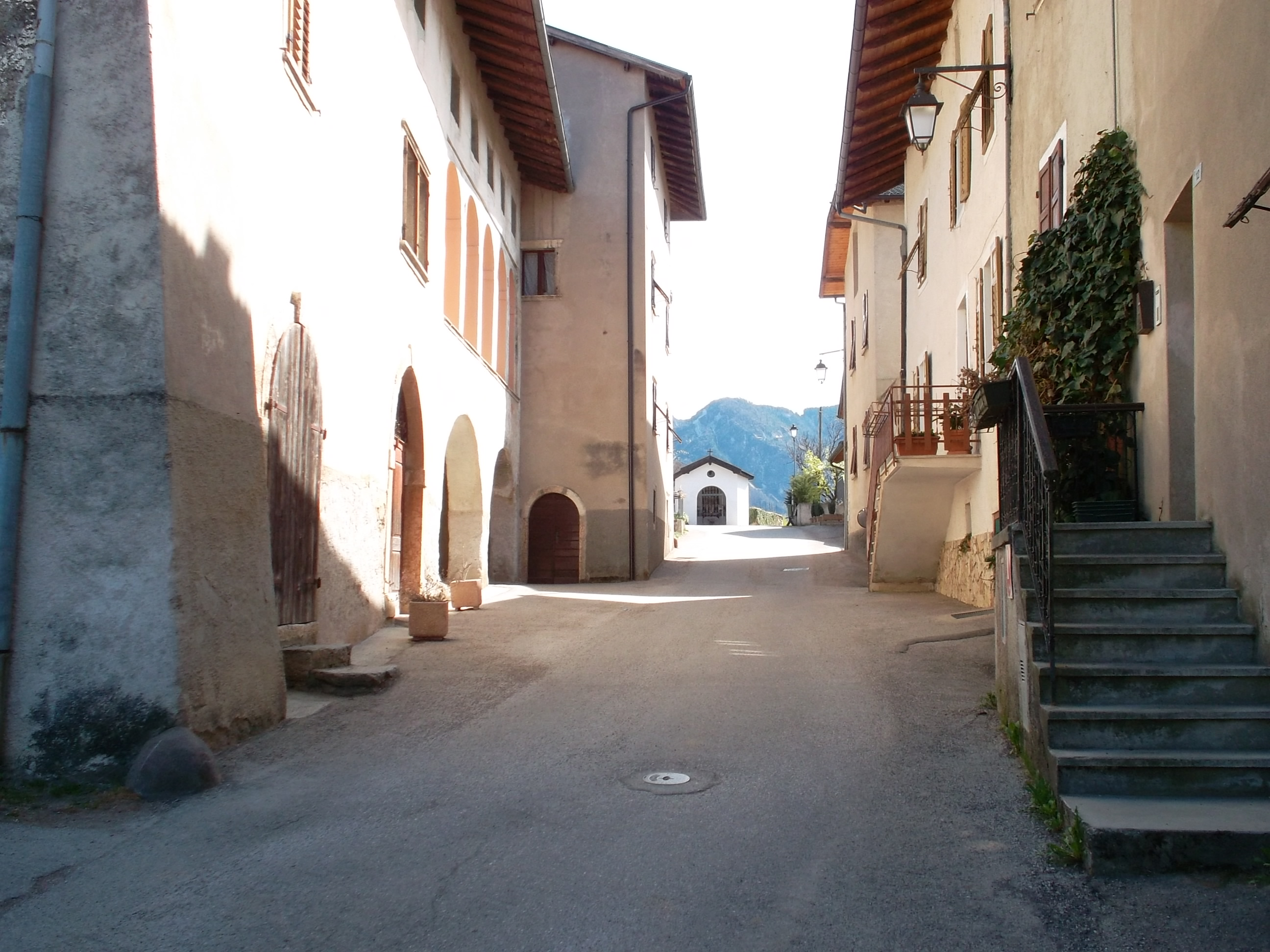
Via Roma, che conduce al forte di Tenna, con il capitello Passamani in cima alla via.

Abitanti censiti

## Economia
L'economia del luogo si basa sull'agricoltura e sul turismo.

## Amministrazione
| Periodo    | Periodo    | Primo cittadino        | Partito      | Carica  | Note |
| ---------- | ---------- | ---------------------- | ------------ | ------- | ---- |
| 22/09/2021 | 05/05/2025 | Marco Nicolò Perinelli | lista civica | Sindaco |      |